# Růže sivá
Růže sivá (Rosa glauca, také Rosa rubrifolia) je druh opadavého keře z rodu růže, v jehož rámci patří do sekce šípkových růží (Caninae). Od konce devatenáctého století bývá pěstována v zahradách a parcích, užívala se též jako podnož pro vysokokmenné stromkové růže.

## Rozšíření
Vyskytuje v jižní Evropě, na Balkáně i v některých oblastech střední Evropy, a to v horách až do výše 2200 m n. m. V ČR není původní, nejblíže přirozeně roste ve slovenských pohořích. Obsazuje světlé okraje lesů, křoviny a zarůstající pastviny.

## Popis
Jedná se o opadavý keř dorůstající výšky 1,5 až 3 metry. Charakteristickým znakem tohoto druhu jsou sivě zelené listy se zeleno-modrým až fialovým nádechem, které jsou 5 až 10 centimetrů dlouhé a jsou složené z 5 až 9 lístků. Větve jsou skořicově hnědé a pouze řídce ostnité.
Květy tohoto druhu jsou poměrně drobné (v průměru jenom 2,5 až 4 centimetry), korunní lístky karmínově růžové až purpurově červené a úzké tak, že jsou mezi nimi vidět lístky kališní. Umístěny jsou jednotlivě nebo v chudých chocholičnatých květenstvích. Kvete v květnu až červenci, plodem jsou drobné šípky s vytrvávajícími kališními lístky.